# اکوکو جنوب غرب
اکوکو جنوب غرب (به لاتین: Akoko South-East) یک سکونتگاه مسکونی در نیجریه است که در ایالت اوندو واقع شده است.